# Linnée boréale
Linnaea borealis
Pour les articles homonymes, voir Linnaeus et Linnaea.
Pour l’article ayant un titre homophone, voir Linné.
Genre
Espèce
Classification APG III (2009)
La Linnée boréale (Linnaea borealis) est une plante de la famille des Caprifoliaceae.
C'est la seule espèce acceptée à l'heure actuelle du genre Linnaea.

## Étymologie
Le genre est dédié à Linné, qui, selon Fournier « en faisait décorer ses vêtements, son service de table et son blason. ». Avec une modestie dont on ne sait si elle était feinte ou réelle, Linné a dit de la Linnaea borealis « Rampante, vile, négligée, elle passe promptement comme celui dont elle porte le nom ». (Critica Botanica, 1737, 80)

## Classification
La classification phylogénétique a d'abord mise dans la famille des Linnaeaceae, mais la dernière version (APG III) l'inclut de nouveau dans les Caprifoliaceae.

## Description

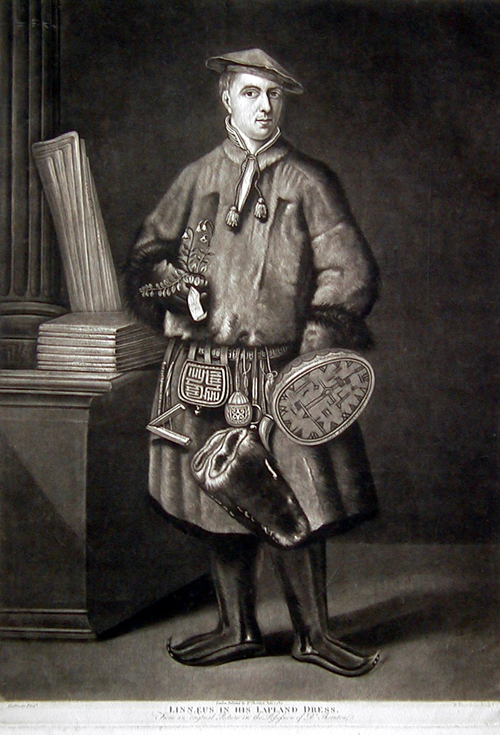
Portrait de Linné. Il tient une linnée dans la main droite.

La linnée est une plante herbacée rampante aux feuilles persistantes. Les fleurs de couleur blanche à rose clair à l'extérieur, pourpre à l'intérieur, tubuleuses ou campanulées, penchées et odorantes, sont portées par groupes de deux sur des rameaux ascendants de 5 à 15 cm de hauteur. La floraison est estivale. Le fruit est long d'environ 3 mm.

## Aire de répartition
La linnée boréale est une espèce circumboréale. Elle est caractéristique de la forêt canadienne, où elle forme de larges étendues, surtout dans les bois de conifères. Elle est assez commune en Laponie et présente également en tant que relicte glaciaire dans certaines montagnes d'Europe.  En Suisse, elle pousse dans les pessières Vaccinio-Piceion et les forêts de mélèzes et d'aroles Larici-Pinetum cembrae. C'est une plante rare et protégée en France, présente seulement dans quelques stations des Alpes. 

## Sous-espèces
- Linnaea borealis subsp. americana (Forbes) Hultén ex Clausen
- Linnaea borealis subsp. borealis L.
- Linnaea borealis subsp. longiflora (Torr.) Hultén

### Linnaea
- (fr) Tela Botanica (France métro) : Linnaea L.
- (fr + en) ITIS : Linnaea L.
- (en) NCBI : Linnaea (taxons inclus)
- (en) GRIN : genre Linnaea L. (+liste d'espèces contenant des synonymes)

### Linnaea borealis
- (en) Tree of Life Web Project : Linnaea borealis
- (en) Catalogue of Life : Linnaea borealis L. (consulté le 16 décembre 2020)
- (fr + en) ITIS : Linnaea borealis L.
- (en) NCBI : Linnaea borealis (taxons inclus)
- (en) GRIN : espèce Linnaea borealis L.
- (fr) Tela Botanica (France métro) : Linnaea borealis L.
- (fr) INPN : Linnaea borealis L., 1753 (TAXREF)

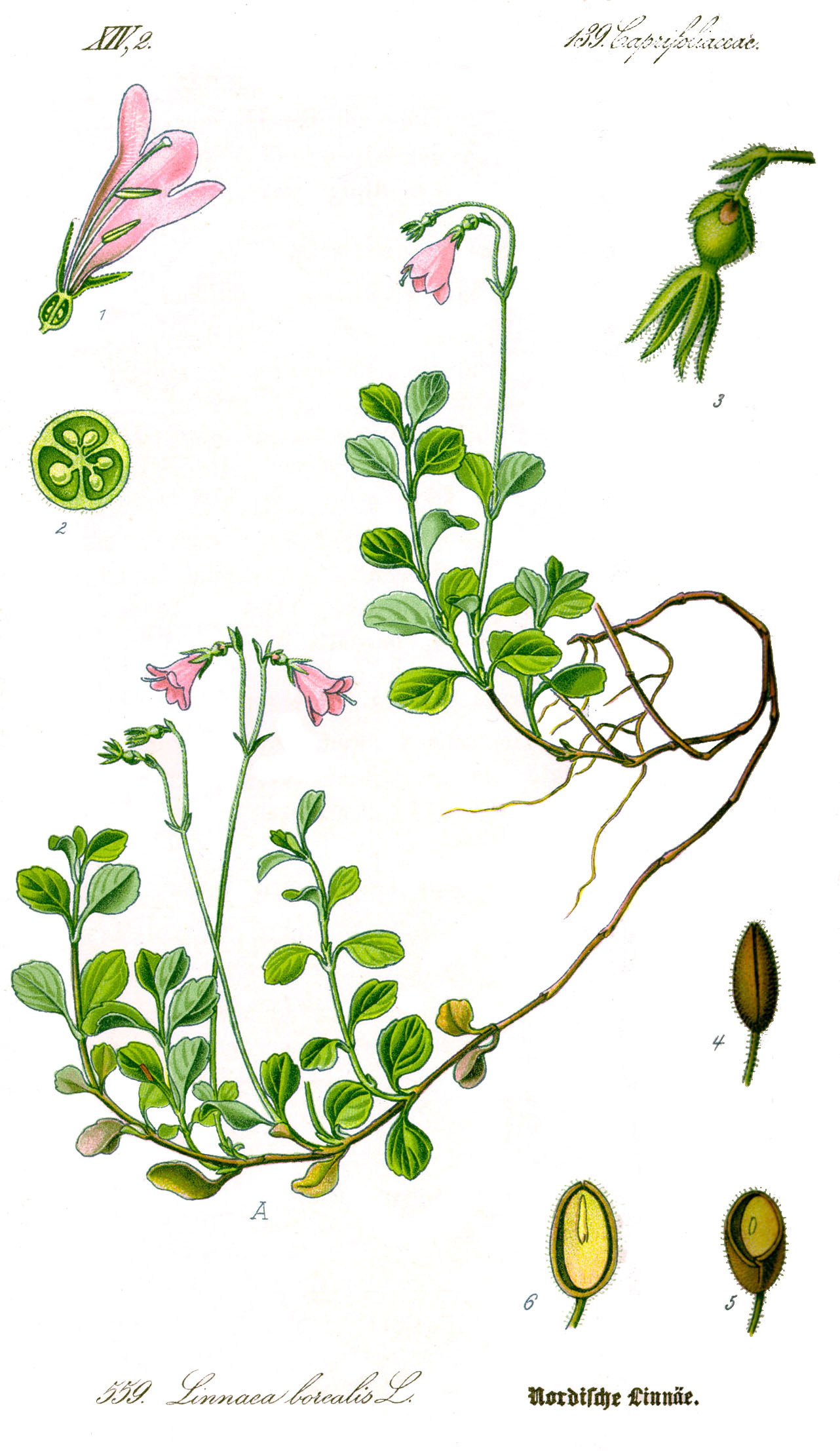
Linnée boréale

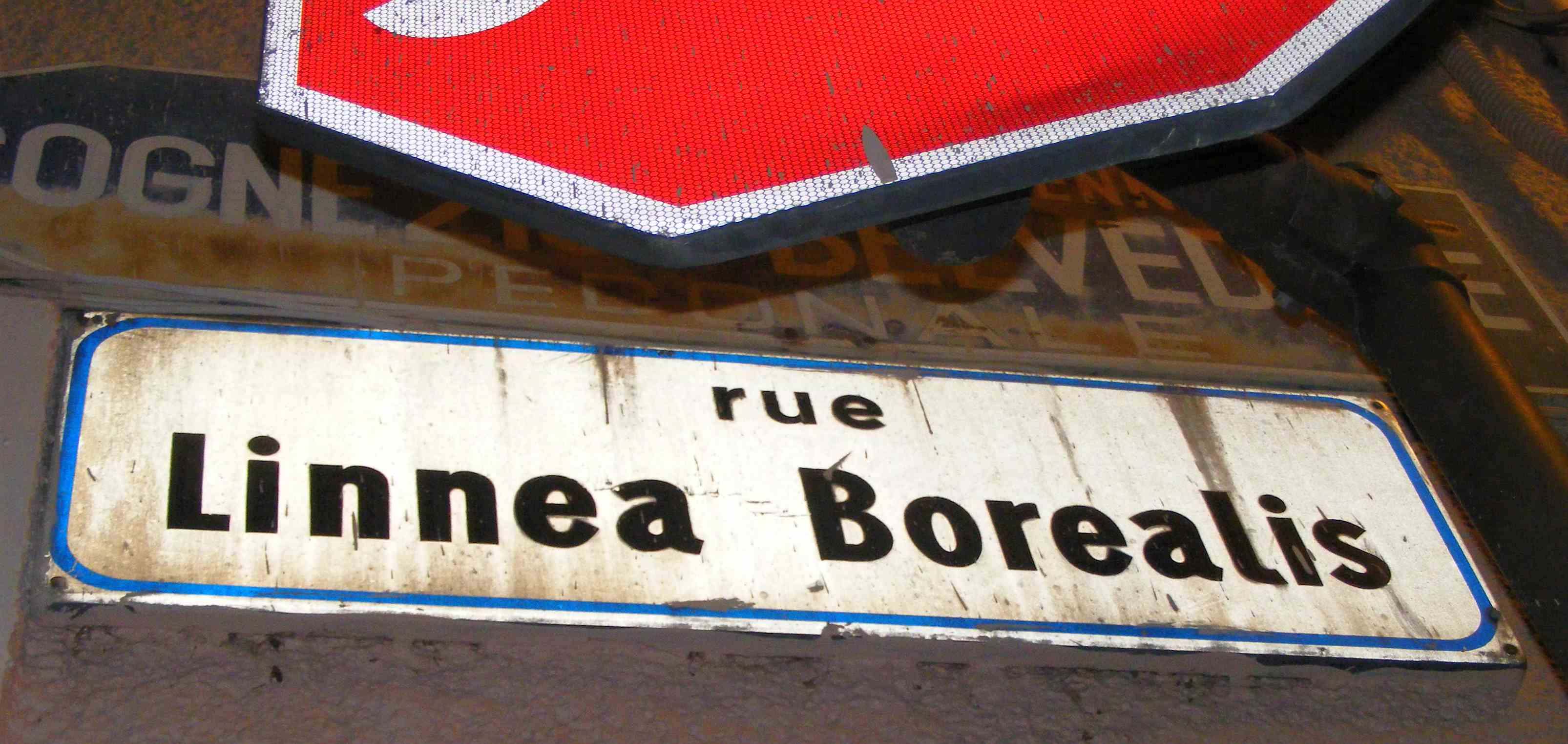
Rue Linnea Borealis, Cogne